# John McClure
Ne doit pas être confondu avec John McCluer.
John McClure (13 novembre 1837 – 18 janvier 1920) est un marin écossais qui servit dans la marine impériale chinoise et devint second de l'amiral Ding Ruchang de la flotte de Beiyang.

## Biographie
McClure est le fils de John et Margaret McClure. Son père est l'architecte du château du comte de Galloway (en) à Wigtownshire et au moment de la naissance de John, il supervise la construction de l'église paroissiale de Kirkcudbright.

### Carrière en Chine
Après une scolarité près de Sorbie, il rejoint la marine marchande. Il est employé par la Taku Tug & Lighter Co. comme marin basé à Tianjin en Chine, puis plus tard, est pendant plusieurs années capitaine de navire pour la Jardine, Matheson and Co. de Hong Kong et apprend ainsi à bien connaitre les côtes de la Chine.
Avant le début de la première guerre sino-japonaise, il est capitaine du navire marchand Kow Shing, qui fut construit en 1883 à Barrow-in-Furness en Angleterre et qui navigue sous pavillon britannique. Il retourne en Angleterre pour l'acceptation de son navire puis repart en Chine. Le Kow Shing est coulé par une escadre de la marine impériale japonaise lors de la bataille de Pungdo, marquant le début des hostilités entre l'empire du Japon et la Chine des Qing. Cependant, McClure n'était plus aux commandes du Kow Shing depuis juillet 1894. Il avait été nommé à la tête du Pei-Ho chinois et transmettait des dépêches entre Port-Arthur, Chemulpoo et d'autres ports chinois.
En novembre 1894, McClure devient « amiral assistant de la flotte de Beiyang ». En plus d'être nommé amiral par les Chinois, il est également nommé mandarin de la classe la plus élevée.
L'amiral Ding Ruchang se suicide après la retraite de la flotte de Beiyang lors de la bataille du fleuve Yalou vers la base navale de Weihaiwei (en). Avec Ding Ruchang, d'autres officiers navals se suicident les 12 et 13 février 1895 après l'échec d'arrêter les Japonais à la bataille de Weihaiwei. Ding Ruchang avait commencé des négociations de reddition avec le commandant japonais le 12 février mais après le suicide de tous les officiers supérieurs chinois de la flotte de Beiyang, le commandement tombe entre les mains de John McClure qui rédige une lettre de reddition au nom de l'amiral Ding, et qui est traduite en chinois et transmise aux Japonais le matin du 12 février. Selon les termes de la lettre, les navires restants, les forts et les réserves sont laissés aux Japonais. McClure demande que toutes les troupes chinoises, civils et conseillers militaires étrangers soient autorisés à partir sans contraintes, et suggère que la marine britannique surveille le respect des accords de reddition. L'amiral japonais Itō Sukeyuki, malgré certaines réserves de plusieurs membres de son État-major, accepte tous les termes. 
McClure est emmené au Japon comme prisonnier de guerre après la reddition, puis est rapatrié vers le Royaume-Uni où il revient à Kirkcudbright.

### Après 1895
McClure meurt à son domicile de Garlieston (en) en Écosse le 18 janvier 1920 après une longue maladie à l'âge de 82 ans. 
Il s'était installé à Garlieston deux ans avant sa mort et est enterré dans sa ville natale à l'église St.Cuthbert. 
Sa pierre tombale porte l'inscription suivante :
L'amiral John McClure
de la marine impériale chinoise
est mort à Seaview, Garlieston
le 18 janvier 1920
dans sa 83e année